# Benisanó
Benisanó település Spanyolországban, Valencia tartományban. Benisanó Benaguasil és Llíria községekkel határos. Lakosainak száma 2427 fő (2024).

## Népesség
A település lakosságának változását az alábbi diagram mutatja:
| Lakosok száma | 1815 | 1974 | 2064 | 2224 | 2305 | 2287 | 2238 | 2260 | 2345 | 2427 |
|               | 2001 | 2004 | 2007 | 2009 | 2012 | 2014 | 2017 | 2019 | 2022 | 2024 |